# 第7回全国障害者スポーツ大会
第7回全国障害者スポーツ大会（だい7かいぜんこくしょうがいしゃスポーツたいかい）は2007年（平成19年）10月13日から10月15日まで開催された。愛称は「秋田わか杉大会」。秋田わか杉国体閉幕からわずか4日後の大会であった。

## ハイライト
- この年は同年4月に政令指定都市になった新潟市と浜松市が初出場した。
- 閉会式では北島三郎がまつりなどを熱唱した[1]。